# Lennart Strand
Lennart Strand (13. června 1921 Malmö – 23. ledna 2004 tamtéž) byl švédský atlet, mistr Evropy v běhu na 1500 metrů z roku 1946.

## Sportovní kariéra
Na mistrovství Evropy v Oslo v roce 1946 zvítězil v běhu na 1500 metrů. O rok později vyrovnal světový rekord na této trati časem 3:43,0. Na olympiádě v Londýně v roce 1948 získal v běhu na 1500 metrů stříbrnou medaili. V letech 1946 až 1948 byl v čele světových tabulek výkonů na této trati. Po skončení běžecké kariéry pracoval jako sportovní novinář.